# Запад — 2021
«Запад — 2021» — совместные стратегические учения (ССУ) Вооружённых сил Российской Федерации и Республики Беларусь, которые прошли с 10 по 15 сентября 2021 года. По данным из Министерства обороны Российской Федерации, в учениях приняли участие около 200 тыс. военнослужащих, до 760 единиц техники и 15 кораблей.

## Общая информация
ССУ является плановым мероприятием и проводится раз в два года в соответствии с Решением президента Российской Федерации и президента Республики Беларусь от 29 сентября 2009 года.
В этом году они совмещены с манёврами Коллективных сил оперативного реагирования (КСОР) стран – участниц ОДКБ.
«„Запад-2021“ носит сугубо оборонительный характер, и его проведение не несёт никакой угрозы ни для европейского сообщества в целом, ни для соседних стран в частности. „Запад-2021“ носит плановый характер и является завершающим этапом в системе совместной подготовки вооруженных сил Беларуси и России в этом году. Прежде всего, оно направлено на повышение обученности войск из состава региональной группировки, предназначенной для обеспечения безопасности в Восточно-Европейском регионе», — заявил первый заместитель Министра обороны Республики Беларусь генерал-майор Виктор Гулевич.
1 сентября завершился задуманный Генштабом этап по укреплению обороноспособности страны: в Южном военном округе был создан 38-тысячный боевой армейский резерв. 

### Место проведения
Для отработки задач учений на территории Белоруссии были задействованы 230-й общевойсковой полигон «Обуз-Лесновский», 174-й учебный полигон ВВС и войск ПВО «Домановский», 210-й авиационный полигон «Ружанский» и полигон «Брестский» (Брест), а также 9 полигонов России (Кирилловский, Струги Красные, Мулино, Погоново, Хмелевка, Правдинский, Добровольский, Дорогобуж, Вольский).

### Численность сил и техники
В учениях задействовано до 760 единиц бронетанковой техники, в том числе около 290 танков; около 240 единиц артиллерии и РСЗО; более 80 самолётов и вертолётов.
На учениях впервые в боевых порядках задействована полностью роботизированная группа общевойсковых подразделений: роботы «Уран-9», «Нерехта» и др. Их поддержит лазерная система, которая призвана ослеплять прицелы танков, артиллерийских систем и снайперские винтовки.
На территории России задействованы 400 белорусских военнослужащих и более 30 единиц боевой техники. Министерство обороны Республики Беларусь заявляет, что после проведения учений все войска и техника возвратятся в пункты постоянной дислокации.

## Ход учений

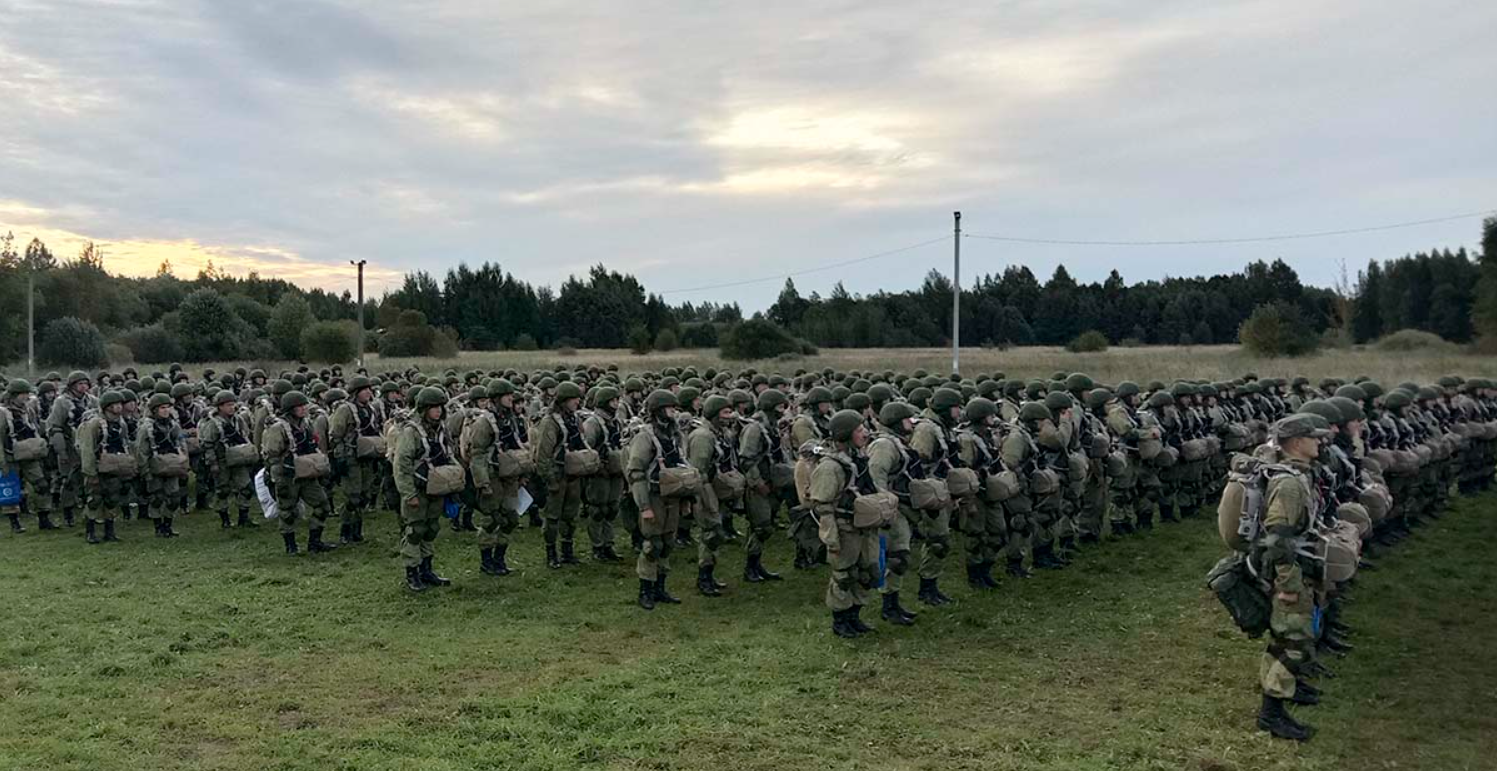
Российские десантники перед посадкой на транспортные самолёты. Военные учения Запад-2021

Учения («Запад-2021» начались 10 сентября, в них задействовано 200 тысяч военнослужащих, 760 единиц боевой техники (свыше 80 самолётов и вертолётов, а также более 290 танков, 240 орудий, реактивных систем залпового огня и миномётов) и 15 кораблей. Они одновременно стартовали на 14 военных полигонах: Кириловский, Струги Красные, Мулино, Погоново, Хмелевка, Правдинский, Добровольский, Дорогобуж и Вольский, расположенных на территории Российской Федерации, в акватории Балтийского моря, а также на пяти полигонах в Республике Беларусь — Обуз-Лесновский, Брестский, Чепелево, Домановский и Ружанский. Открытие учений прошло в Мулино под Нижним Новгородом.
Тактический замысел учений «Запад-2021» был достаточно стандартен: отражение нападения противника, втягивание его в котлы, окружение, уничтожение и переход в наступление.
Поддержку обороняющимся подразделениям оказали 12 дивизионов (140 орудий) модернизированных самоходных гаубиц «Мста-С» (обеспечив т. н. «Огненный вал»).

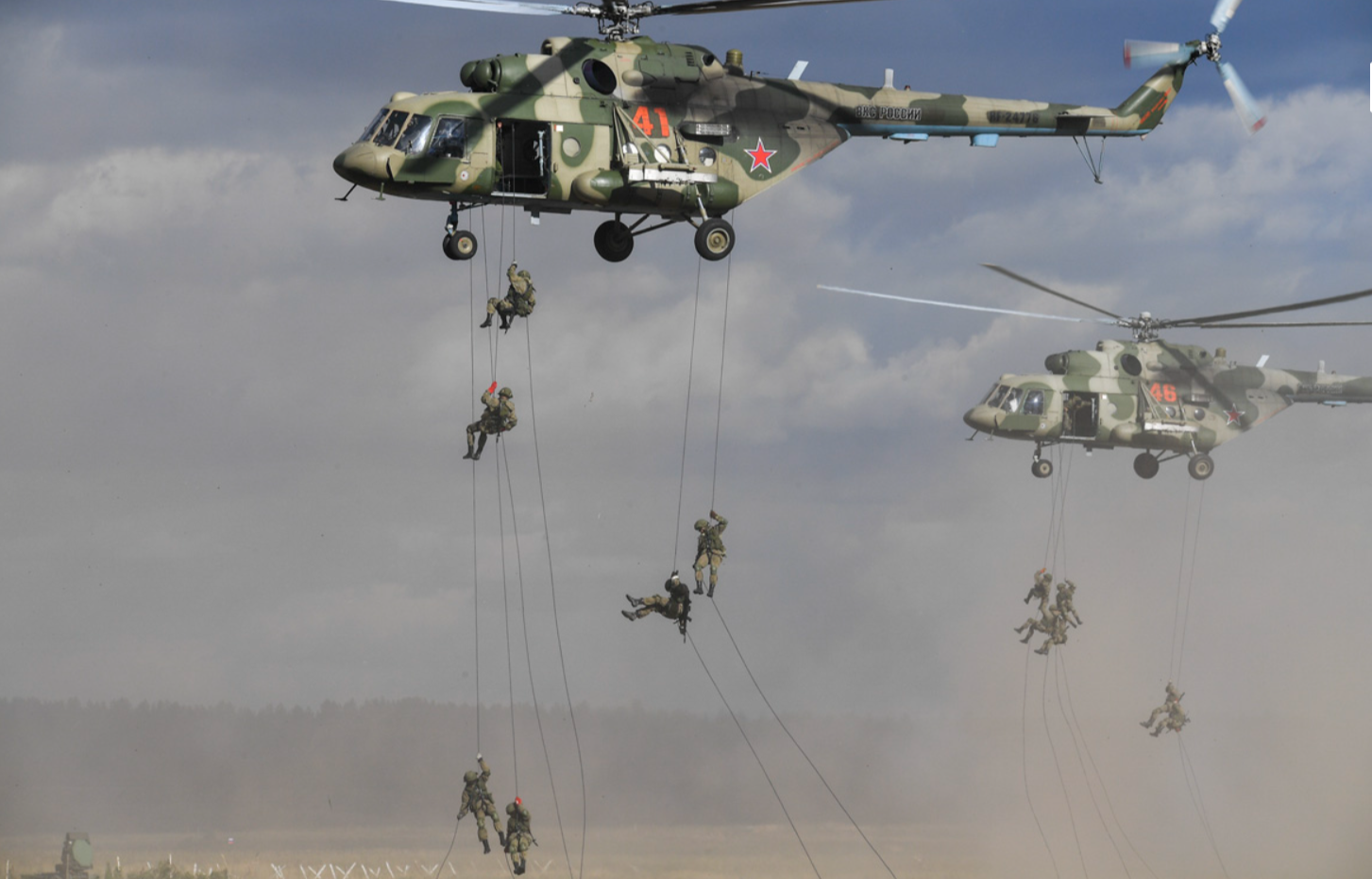
Высадка десанта вертолётным способом на полигоне Мулино Западного военного округа

На полигонах в Калининградской области военные отрабатывали действия по ликвидации условных незаконных вооруженных формирований в городских условиях, а также нанесение ударов по стационарным и подвижным целям. Там же впервые были зайдействованы сухопутные роботизированные комплексы «Платформа-М» — роботы, вооруженные гранатометами и автоматом Калашникова, были успешно применены мотострелками и десантниками, которые руководили процессом дистанционно.
В наступлении наземной группировки сил были массово задействованы танки Т-72Б3 с дополнительной динамической защитой и противоминными тралами, а также БМПТ «Терминатор». В бой был введён взвод новейших БМП Б-19 с боевым модулем «Эпоха». Также тяжёлые огнемётные системы ТОС-1А «Солнцепек» впервые работали совместно с новейшими комплексами дистанционного минирования «Земледелие».
Впервые в боевой подготовке войск были массово, наравне с танками и другой наземной и авиационной техникой, задействованы инженерные, разведывательные и ударные роботы; самыми заметными стали машины семейства «Уран» (вели боевые действия непосредственно в боевых порядках обороняющихся подразделений, а также прикрывали группировку сил во время смены позиций мотострелковыми подразделениями) и «Нерехта» (для разведки и огневой поддержки подразделений).
Впервые  были массово применены разведывательно-ударные БПЛА оперативного назначения «Орлан-10», «Ласточка», «Иноходец» и «Форпост», которые прикрывали маневренные действия обороняющихся подразделений . Они действовали в связке с комплексом разведки управления и связи «Стрелец».
Одновременно с этим действовало несколько групп армейской авиации: с воздуха группировку войск и сил прикрывали истребители Су-35С, Су-30СМ, МиГ-31БМ и Су-34. Также вертолёты: Ми-8 различных модификаций, разведывательно-ударные Ми-28 «Ночной охотник», ударные Ка-52 «Аллигатор» и Ми-35; вертолёты работали на переднем крае контрнаступления, провели высадку тактического десанта и переброску техники и вооружения на внешней подвеске. Важные объекты в глубине обороны противника были уничтожены четырьмя звеньями истребителей-бомбардировщиков Су-34С.
Официальная церемония закрытия прошла 15 сентября на нижегородском полигоне Мулино.